# Rade d'Hyères
Rade d'Hyères este o arie protejată (sit de importanță comunitară — SCI) din Franța întinsă pe o suprafață de 48.866,64 ha, integral pe uscat.

## Localizare
Centrul sitului Rade d'Hyères este situat la coordonatele 43°00′18″N 6°23′54″E / 43.005°N 6.39833°E.

## Înființare
Situl Rade d'Hyères a fost declarat arie specială de conservare în baza directivei 92/43 din 1992 referitoare la conservarea habitatelor naturale și a faunei și florei sălbatice pentru a proteja 14 specii de animale.

## Biodiversitate
Situată în ecoregiunea mediteraneană, aria protejată conține 32 de habitate naturale: Salicornia și alte specii anuale care populează regiunile mlăștinoase și nisipoase, Tufărișuri halofile mediteraneene și termo-atlantice (Sarcocornetea fruticosi), Dune mobile cu vegetație embrionară, Dune cu vegetație ierboasă Malcolmietalia, Vegetație anuală la limita mareei, Faleze cu vegetație de Limonium spp. endemic de pe coastele mediteraneene, Matorral arborescenți cu Juniperus spp., Tufărișuri termo-mediteraneene și de pre-deșert, Galerii și tufărișuri riverane sudice (Nerio-Tamaricetea și Securinegion tinctoriae), Păduri de Quercus suber, Iazuri temporare mediteraneene, Recifuri, Formațiuni scunde de Euphorbia în apropierea falezelor, Bancuri de nisip acoperite în permanență slab de apă marină, Dune de coastă cu Juniperus spp., Pășuni mediteraneene udate de apa mării (Juncetalia maritimi), Dune mobile de-a lungul țărmului cu Ammophila arenaria („dune albe”), Lagune de coastă, Păduri de pin mediteraneene cu pini mezogeni endemici, Păduri de Quercus ilex și Quercus rotundifolia, Peșteri marine scufundate complet sau parțial, Tufărișuri halo-nitrofile (Pegano-Salsoletea), Phrygana din Mediterana de Vest de pe vârfurile falezelor (Astragalo-Plantaginetum subulatae), Dune de pe litoral fixate cu Crucianellion maritimae, Pseudostepă cu ierburi și specii anuale de Thero-Brachypodietea, Păduri de Olea și Ceratonia, Ape oligotrofe în general din solurile nisipoase vest-mediteraneene, cu un conținut foarte redus de minerale, cu Isoetes spp., Golfuri mici largi și golfuri puțin adânci, Straturi cu Posidonia (Posidonion oceanicae), Pante stâncoase silicioase cu vegetație casmofită, Dune împădurite cu Pinus pinea și/sau Pinus pinaster, Terase mlăștinoase și terase nisipoase neacoperite de apă la reflux.
La baza desemnării sitului se află mai multe specii protejate:
- amfibieni (1): Discoglossus sardus
- mamifere (4): liliac cu aripi lungi (Miniopterus schreibersii), liliac cu picioare lungi (Myotis capaccinii), liliac cărămiziu (Myotis emarginatus), delfin mare (Tursiops truncatus)
- nevertebrate (5): croitorul mare al stejarului (Cerambyx cerdo), fluturele auriu (Euphydryas aurinia), Euplagia quadripunctaria, rădașcă (Lucanus cervus), Oxygastra curtisii
- reptile (4): Caretta caretta, țestoasa de baltă (Emys orbicularis), Euleptes europaea, țestoasă bănățeană (Testudo hermanni)

Pe lângă speciile protejate, pe teritoriul sitului au mai fost identificate 3 specii de plante, 1 specie de păsări, 6 specii de mamifere, 7 specii de nevertebrate, 1 specie de reptile.